# Namibia-Langohrfledermaus
Die Namibia-Langohrfledermaus (Laephotis namibensis) ist ein im südwestlichen Afrika verbreitetes Fledertier in der Gattung der Afrikanischen Langohrfledermäuse. Das Typusexemplar stammt vom zeitweilig trockenliegenden Fluss Kuiseb in Namibia.

## Merkmale
Mit einer Gesamtlänge von 90 bis 110 mm, inklusive eines 38 bis 47 mm langen Schwanzes und mit einem Gewicht von etwa 10 g erreicht die Art dieselbe Größe wie andere Gattungsvertreter. Die Unterarme sind 36 bis 40 mm lange und die Länge Ohren beträgt 22 bis 25 mm. Je nach Population ist das Fell der Oberseite hellbraun oder gelbbraun gefärbt, während die Unterseite heller ist. Die einzelnen Haare sind an den Wurzeln dunkel und an den Spitzen hell. Typisch sind mittelbraune Flughäute mit violetter Tönung, dunkelbraune Ohren und wie bei allen Glattnasen ein fehlendes Nasenblatt. Mit Ausnahme der Geschlechtsorgane gibt es keine Unterschiede zwischen Männchen und Weibchen. Die 32 Zähne verteilen sich nach der Zahnformel I 2/3, C 1/1, P 1/2, M 3/3. Dabei sind die oberen Prämolaren zugespitzt und länger als die Molaren. Von der De Wintons Langohrfledermaus (Laephotis wintoni) kann die Art nur durch genetische Untersuchungen unterschieden werden. In der Erstbeschreibung wurden die zueinander parallel stehenden Backenzahnreihen sowie der große Schädel angemerkt.

## Verbreitung
Diese Fledermaus hat eine Population in westlichen Namibia und eine weitere im westlichen Südafrika nördlich von Kapstadt. Sie bewohnt das Flachland und hält sich in Wüsten sowie trockenen Savannen auf. Exemplare wurden meist an Wasserstellen in zur Untersuchung aufgestellten Japannetzen gefangen.

## Lebensweise
Die Tagesverstecke liegen in vertikalen Felsspalten. Die Namibia-Langohrfledermaus fliegt mit vielen Wendungen und jagt Käfer, Schmetterlinge sowie vermutlich andere Insekten. Die Rufe zur Echoortung sind mit etwa 2,5 Millisekunden kurz und sie bestehen aus zwei Harmonien. Die höchste Intensität wird bei ungefähr 22 kHz erreicht. Ein im November aufgefundenes Weibchen war trächtig und ein anderes hatte im Januar Zitzen mit Anzeichen, dass damit kurz zuvor gesäugt wurde.

## Gefährdung
Für den Bestand sind keine Bedrohungen bekannt. Auch wenn die Art selten registriert wird, so gilt die Gesamtpopulation als stabil. Die IUCN listet die Namibia-Langohrfledermaus als nicht gefährdet (least concern).